# Castianeira nanella
Castianeira nanella är en spindelart som beskrevs av Willis J. Gertsch 1933. Castianeira nanella ingår i släktet Castianeira och familjen flinkspindlar. Inga underarter finns listade.